# Кабазард, Сулейман
Сулейман Кабазард (араб. سليمان احمد قبازرد‎; род. 14 августа 1958, Кувейт) — кувейтский прыгун в воду, участник летних Олимпийских игр 1976 года в Монреале. Первый представитель Кувейта в истории олимпийских прыжков в воду.

## Биография
В 1976 кувейтский прыгун в воду Сулейман Кабазард принял участие в летних Олимпийских играх в Монреале. Кабазард выступал в прыжках с трёхметрового трамплина. Выйдя на старт соревнований 17-летний Сулейман стал первым представителем Кувейта в истории олимпийских прыжков в воду. Также он стал одним из самых молодых участников турнира. Моложе Кабазарда были только британец Крис Сноуд и 16-летний американец Грег Луганис.
С самого старта квалификационного раунда Кабазард откатился в конец таблицы. После трёх прыжков кувейтский прыгун занимал последнее 28-е место. После седьмого прыжка Кабазард чуть выправил положение, опередив в таблице турецкого спортсмена Ахмета Кизиля. По итогам 11 прыжков Кабазард занял 27-е место и завершил выступление на Играх. При этом за 11 прыжков кувейтцу лишь дважды удалось занять 26-е место в своей попытке, а ещё четырежды он был 27-м, все остальные попытки он завершал с худшей суммой баллов среди всех участников.
После окончания карьеры продолжал работу в области прыжков в воду. Являлся главой делегации Кувейта на различных международных турнирах. Занимается предпринимательством. Является основателем Challenge Health Club.

## Личная жизнь
- Есть дочь — Фахер.